# Francesco II da Carrara
Pour les articles homonymes, voir da Carrara.
Pour les autres membres de la famille, voir Maison da Carrara.
Francesco II de Carrara, fils de Francesco da Carrara, est un condottiere italien qui vécut à la fin du XIVe et au début du XVe siècle.

## Biographie
Francesco II da Carrara parvint en 1390, avec l'aide des Vénitiens et des Florentins, à entrer dans Padoue. Mais, attaqué peu après et vaincu par ces mêmes Vénitiens, il fut conduit à Venise, et étranglé dans sa prison, avec deux de ses fils (1406). Il laissa deux autres enfants dont le dernier, après avoir servi contre les Vénitiens, fut aussi fait prisonnier et eut la tête tranchée en 1435. Avec lui finit la maison de Carrare.

## Postérité
- Francesco III mort en 1406
- Jacopo III prétendant à Vérone 1404-1405, mort en 1406
- Ubertino II mort en 1407
- Marsiglio III exécuté en 1435
- Stefano évêque de Padoue
- Gigliola épouse Niccolo III d'Este

## Sources
Marie-Nicolas Bouillet  et Alexis Chassang (dir.), « Francesco II da Carrara » dans Dictionnaire universel d’histoire et de géographie, 1878 (lire sur Wikisource)
- Notices d'autorité :   - VIAF
  - ISNI
  - BnF (données)
  - LCCN
  - GND
  - Vatican